# Tra le nevi sarò tua
Tra le nevi sarò tua (Iceland) è un film del 1942 diretto da H. Bruce Humberstone.

## Produzione
Hollywood Reporter del 7 novembre 1941, riportava la notizia che il film avrebbe dovuto essere, negli intenti della casa di produzione, il seguito di Serenata a Vallechiara, che era uscito nelle sale in agosto.

### Colonna sonora
Per la colonna sonora del film fu scritta There Will Never Be Another You di Harry Warren (musica) e Mack Gordon (parole), che poi divenne uno standard jazz.

## Distribuzione
Il copyright del film, richiesto dalla Twentieth Century-Fox Film Corp., fu registrato il 2 ottobre 1942 con il numero LP11948.